# Mattlummer
Mattlummer (Lycopodium clavatum) är en växtart i familjen lummerväxter. Äldre namn är Mattegräs, Kalvrevor, Kalvmossa och Vispmossa.
Mattlummer förekommer i två underarter i Sverige, dels huvudunderarten vanlig mattlummer (Lycopodium clavatum ssp. clavatum) och dels underarten riplummer (Lycopodium clavatum ssp. monostachyon).
Mattlummerns sporer kallas nikt, vilket tidigare användes som antiklumpmedel i medicinburkar.

## Fridlysning
Alla lummerarter är numera fridlysta i hela landet mot uppgrävning, plockning med rötter samt plockning för försäljning. I Blekinge län gäller fullständigt plockningsförbud.

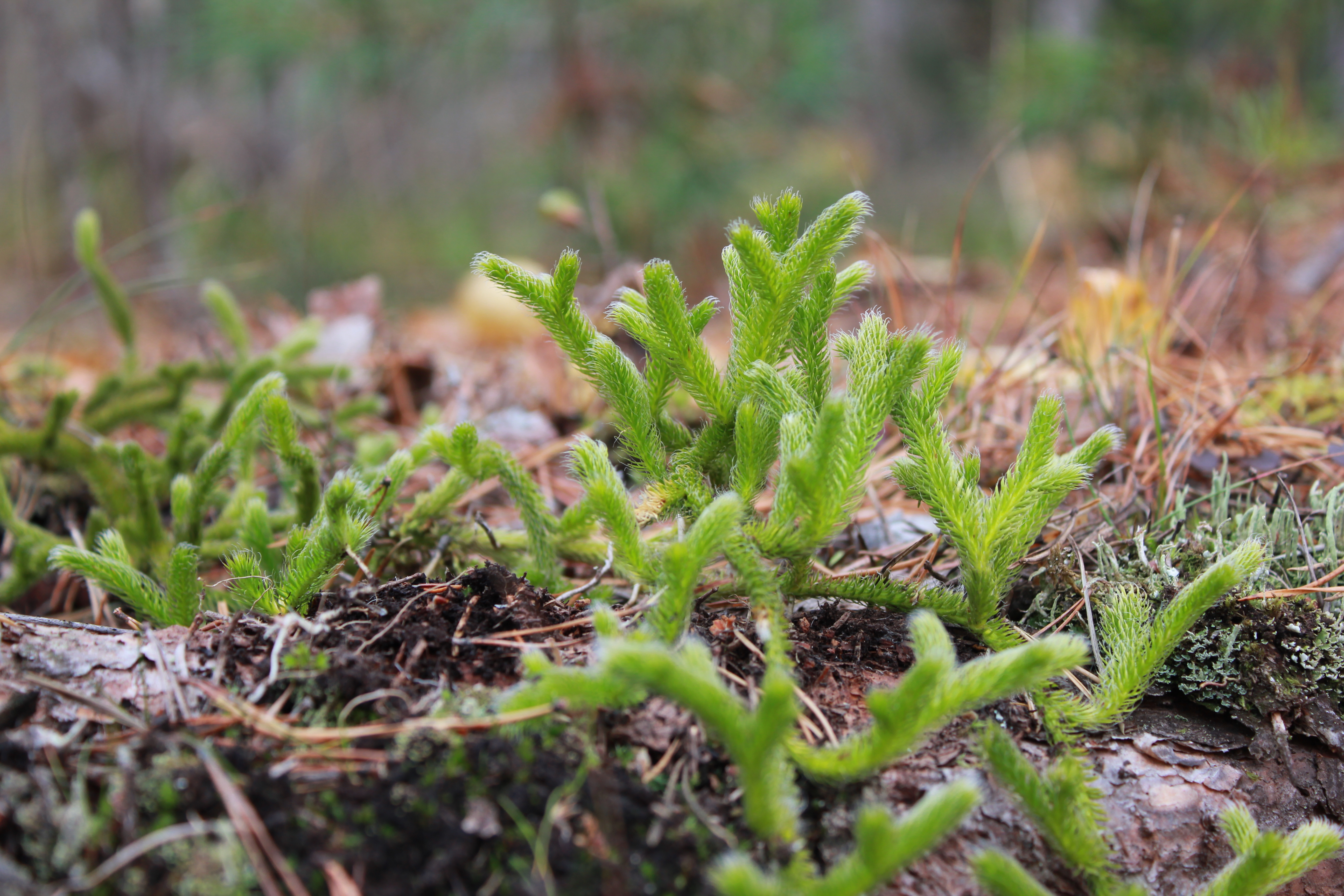
Mattlummer